# II. Ethelred angol király
II. Ethelred, vagy Tanácstalan Ethelred, Æthelred (968? – 1016. április 23.) angol király, 978 – 1013 és 1014 – 1016 között uralkodott. Gyenge és tehetségtelen király volt. Uralkodásának nagy részét a viking hódítók elleni védekező háború (991–től) határozta meg. Azt hitte, megvásárolhatja a dánoktól és a vikingektől Anglia békéjét, ám hiába fizetett nekik hatalmas adókat, ezek csak telhetetlenebbé tették a hódítókat. Uralkodása végén hiábavaló háborúskodásba keveredett Dániai Svenddel és fiával, Knuttal. Melléknevét (Unraed – azaz 'ügyefogyott') meggondolatlansága miatt kapta.

## Élete
(Békés) Edgár angol király és Ælfthryth fia. Édesapja, Edgar angol király halála után három évvel édesanyjának szolgálói megölték féltestvérét, Mártír Eduárdot, így a tíz éves Ethelred jutott hatalomra. Sokan gyanúsították azzal, hogy neki is része volt a gyilkosságban, ez aláásta tekintélyét, alattvalói ezért bizalmatlanok és hűtlenek voltak hozzá, így az ország népe nem tudott egységesen védekezni, amikor 980-ban a dánok újult erővel támadtak, és csaknem az egész országot feldúlták. 991-ben egy 94 hajóból álló viking flottával kellett szembenéznie Ethelrednek. A flottát a norvég Olaf Trygvasson vezette, hogy visszaszerezze az angolok által a 10. század elején elhódított Danelawt ("Dán törvények földjét"). A kezdeti nehézségek – mint például a Maldonnál elszenvedett vereség – után Ethelrednek sikerült visszavonulásra kényszerítenie Olafot, aki viszont kicsikarta magának a danegeldet ("dán pénzt"). Bár ez a győzelem hozott némi enyhülést, Angliát továbbra is rendszeres viking rajtaütések zaklatták. 997-ben a király összefoglalta törvényeit.
Normandiai Emmával kötött házassága után egy ideig Normandiában tartózkodott, ahonnan hazatérve elrendelte, hogy 1002. november 13-án éjjel az Angliában élő dánok lemészároltassanak, ami okot szolgáltatott arra, hogy Svend Haraldsson dán király hadjáratokat indítson Anglia meghódítására. 1013 végén száműzetésbe kényszerítette Ethelredet, de a győzelem után öt héttel meghalt. Ethelred Normandiába menekült Svend elől sógorához, II. Richárdhoz Rouenba. 1014 februárjában Olaf Haraldsson norvég király segítségével és tanácsadói hívására hazatért és újra elfoglalta a trónt. Alattvalói feltételül csak azt szabták, hogy orvosolja panaszaikat. A dánok azonban egyre nagyobb részt foglaltak el országából, és még abban az évben Nagy Knutot, Svend fiát kiáltották ki a dánok Anglia királyává. 1016-ban Knut elfoglalta Londont. Ethelred az ostrom alatt halt meg, a trónt fia, Vasbordájú Edmund örökölte. Csontjait a szászok által emelt harmadik Szent Pál-székesegyházban temették el. Megjegyzendő, hogy az építmény 1087-ben leégett, így ma helyén (az 1666-ban leégett negyedik katedrális helyett) az ötödik, Sir Cristopher Wren által tervezett székesegyház áll.

## Gyermekei
| Feleség                                   | Név              | Születés   | Halál         | Megjegyzés |
| ----------------------------------------- | ---------------- | ---------- | ------------- | ---------- |
| Ælfflæd-től (963–1002 februárja)          | Ælgifu           | 985        | ?             |            |
| Ælfflæd-től (963–1002 februárja)          | Æthelstan        | 986        | 1012/1013     |            |
| Ælfflæd-től (963–1002 februárja)          | Ecgbert Ætheling | 987        | 1005          |            |
| Ælfflæd-től (963–1002 februárja)          | II. Edmund       | 989        | 1016. XI. 26. |            |
| Ælfflæd-től (963–1002 februárja)          | Eadred           | 992        | 1005          |            |
| Ælfflæd-től (963–1002 februárja)          | Eduárd           | ?          | 1004          |            |
| Ælfgifu-tól                               | Eadwig           | 991        | 1017          |            |
| Ælfgifu-tól                               | Edgar Ætheling   | 993        | 1012          |            |
| Normandiai Emmától (985–1052. március 6.) | III. Eduárd      | 1005. III. | 1066. I. 5.   |            |
| Normandiai Emmától (985–1052. március 6.) | Edred            | 1005       | 1042          |            |
| Normandiai Emmától (985–1052. március 6.) | Godgifu          | 1009       | 1052/1055     |            |
| Normandiai Emmától (985–1052. március 6.) | Ælfred Ætheling  | 1012       | 1036          |            |